# 로그인 싱싱뉴스
《로그인 싱싱뉴스》는 2006년 7월 21일부터 2009년 11월 20일까지 방송되었던 어린이 프로그램이다.

## 프로그램 소개
- 친절한 뉴스! 재미있는 뉴스! 똑똑해지는 뉴스! 눈높이 맞는 新 감각 어린이 뉴스 대한민국 미래의 대들보 어린이! 어린이가 처음 세상을 보는 창이 되는 뉴스 지금까지의 일반뉴스는 어려운 용어로 도배되어 있고, 폭력적이며 선정적인 사건사고 위주이기에 사회경허미 부족한 어린이들이 보기에는 적절하지 못합니다. 더욱이 뉴스를 통해 사회현실을 이해한다는 것은 더욱 힘든 실정입니다. 로그인 싱싱 뉴스는 단지 일반뉴스를 그대로 가져와 뉴스의 길이를 조정하는 것이 아니라 어린이가 주인공이 되어 뉴스를 만들고자 합니다. 재미있고 이해하기 쉬은 어린이를 위한 어린이에 의한 어린이의 뉴스 로그인 싱싱 뉴스가 열어나갑니다.

## 코너 소개
- 클릭! 주간 뉴스 : 한 주의 주요 뉴스 2~3가지를 선정해 어린이의 시각, 감각에 맞추어 전달하는 코너로 시의성 있는 뉴스 선정과 친절하고 쉬운 언어로 기존의 뉴스들과 차별화된 뉴스로 다가갑니다.
- 로그인 이 사람 : 그동안 어디서도 볼 수 없었던 다양한 직업을 가진 사람들! 직업의 현장에서 노력하고 경쟁하는 과정을 통해 시청자들에게 진솔한 이야기는 물론 프로의 세계에 대한 정보를 전합니다.
- 김나진의 정보의 재발견 : 우리 생활 속 다양한 현상에 숨은 정보들! 김나진 아나운서가 직접 발로 뛰며 일상생활 속에 숨겨진 정보를 쉽고 재미있게 알려드립니다.
- 기획 : 청소년들이 궁금해 하고 공감할만한 것들에 대해 집중 탐구하는 코너로 최근 이슈가 되고 있는 현상을 폭넓은 시선으로 바라보는 세상의 이모저모입니다.
- 지구촌 세상 : 지구 반대편에서 무슨 일이 일어나고 있을까? 지구 반대편에 사는 어린이는 어떻게 살고 있을까? 지구촌 세상에 대한 궁금증을 풀어드립니다.
- 하루 : 너무나도 평범하고 일상적인 하루! 우리가 미처 알지 못했던 세상 어딘가에는 또 다른 하루가 펼쳐지고 있습니다. 특별한 공간에서의 하루를 통해, 우리 주변 사람들의 일상적인 삶의 모습을 재발견합니다.
- 미니다큐 : 만나보고 싶은 사람들! 따뜻한 사연을 가진 사람들! 그동안 어디서도 볼 수 없었던 진솔한 이야기를 그들의 삶 속에서 들어봅니다.
- 보고 듣고GO!GO! : 쏟아지는 공연과 도서의 홍수 속에서 어떤 것을 선택해야 할까요? 재미있고 의미 있는 공연과 신간도서! 어린의 문화충전에 꼭 필요한 엄선된 정보를 전달합니다.